# Schöna
Schöna je vesnice, místní část obce Reinhardtsdorf-Schöna v německé spolkové zemi Sasko. Nachází se v zemském okrese Saské Švýcarsko-Východní Krušné hory a má 440 obyvatel.

## Historie
Schöna byla založena ve středověku jako lesní lánová ves. První písemná zmínka pochází z roku 1379, kdy je ves uváděna jako Schonaw. Od zavedení reformace v roce 1539 byla farně příslušná k sousednímu Reinhardtsdorfu. V roce 1973 se Schöna spojila se sousedními vesnicemi Reinhardtsdorfem a Kleingießhübelem a vytvořily tak společnou obec Reinhardtsdorf-Schöna.

## Geografie
Schöna se nachází v pískovcové oblasti Saského Švýcarska. Část jejího území sahá až k levému břehu Labe. Východní až jižní okraj obce tvoří česko-německou státní hranici. Vsí protéká potok Mühlgrundbach s několika přítoky, který zleva ústí do Labe. Nejvýznamnějšími vrcholy jsou stolová hora Zirkelstein (384 m) a pozůstatek stolové hory Kaiserkrone (351 m). Podél Labe vede železniční trať Děčín – Dresden-Neustadt, přičemž na katastrálním území Schöny se nachází dvě železniční zastávky Schmilka-Hirschmühle a Schöna. Na obě zastávky navazují přívozy směřující na pravý břeh do Schmilky, respektive Hřenska.

## Pamětihodnosti
- nádražní budova zastávky Schöna
- řada podstávkových a hrázděných budov

## Galerie

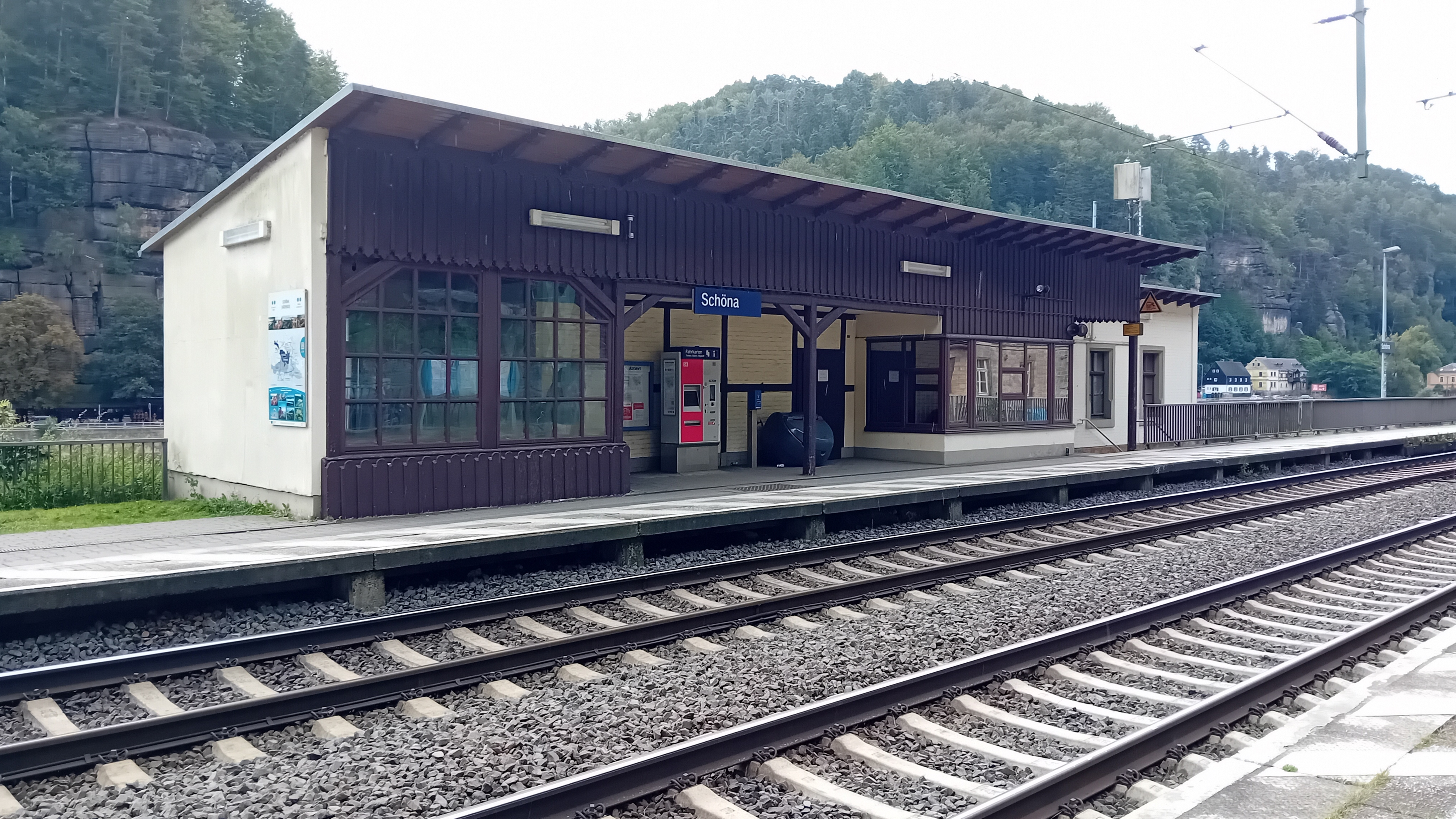
Nádraží Schöna
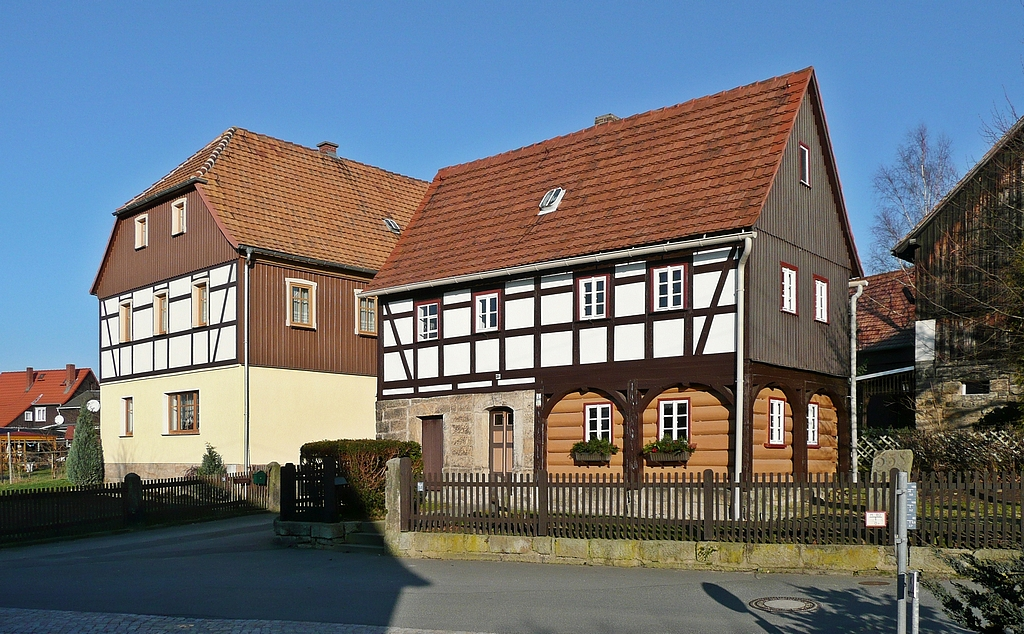
Podstávkový dům s vesnickým muzeem
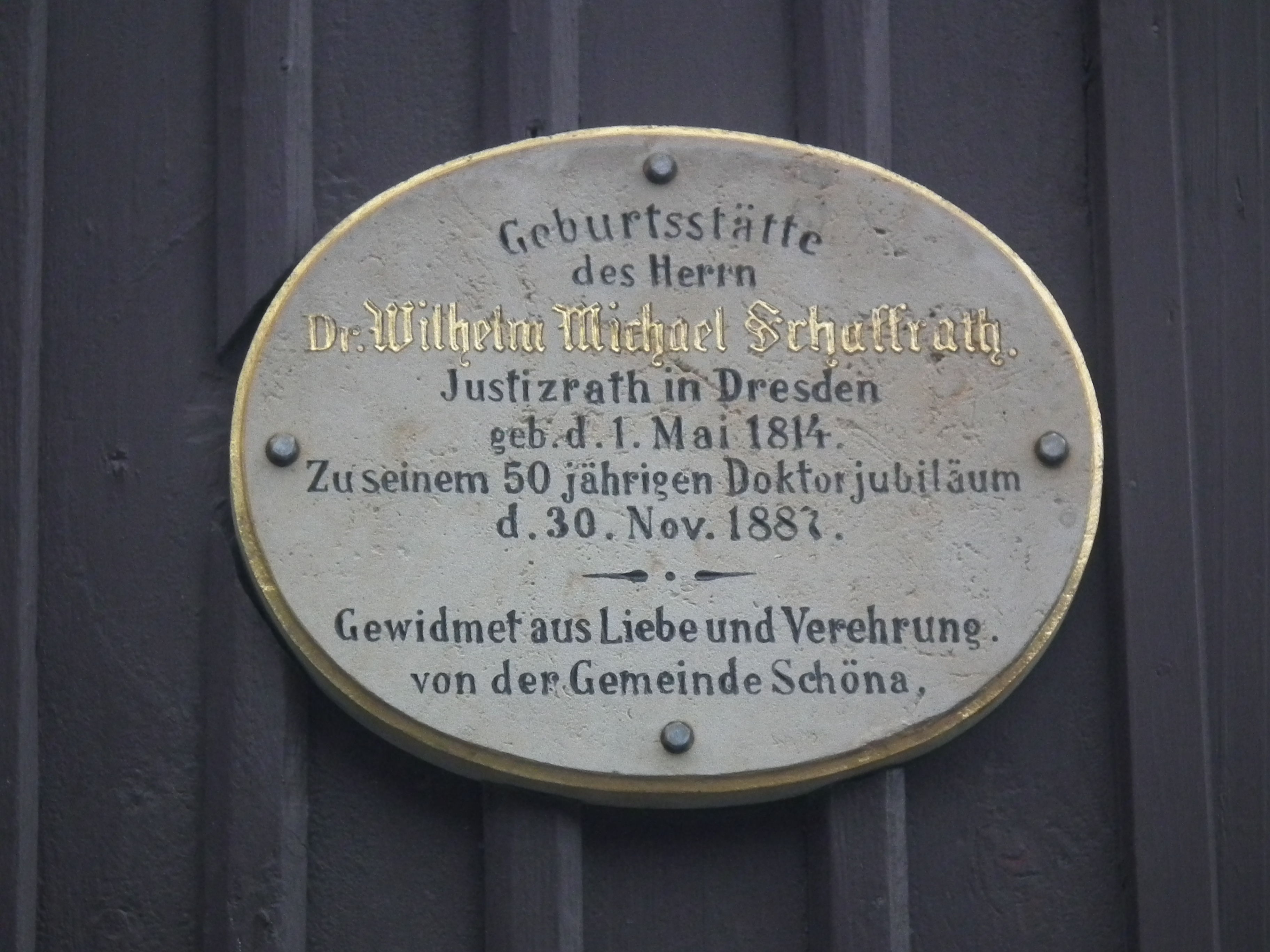
Pamětní deska na rodném domě Wilhelma Schaffratha